# Robert Mshvidobadze
Robert Nikoláyevich Mshvidobadze –en ruso, Роберт Николаевич Мшвидобадзе– (Gori, URSS, 17 de agosto de 1989) es un deportista ruso que compite en judo.
Ganó una medalla de plata en el Campeonato Mundial de Judo de 2018 y dos medallas de oro en el Campeonato Europeo de Judo, en los años 2017 y 2020.

## Palmarés internacional
| Campeonato Mundial | Campeonato Mundial      | Campeonato Mundial | Campeonato Mundial |
| Año                | Lugar                   | Medalla            | Categoría          |
| ------------------ | ----------------------- | ------------------ | ------------------ |
| 2018               | Bakú (Azerbaiyán)       | Medalla de plata   | –60 kg             |
| Campeonato Europeo |                         |                    |                    |
| Año                | Lugar                   | Medalla            | Categoría          |
| 2017               | Varsovia (Polonia)      | Medalla de oro     | –60 kg             |
| 2020               | Praga (República Checa) | Medalla de oro     | –60 kg             |